# Главная литературная премия Малайзии

Главная литературная премия Малайзии (малайск.  Hadiah Sastera Perdana Malaysia) — ежегодная литературная премия в Малайзии.

## История
Установлена в 1971 году по предложению премьер-министра  Абдул Разака. Первоначально называлась «Премия за литературное произведение» (малайск.  Hadiah Karya Sastera ) и присуждалась ежегодно до 1976 года за лучшее стихотворение, рассказ, антологию стихов, двухактную пьесу, повесть и критическое эссе. За пять лет премию получили 30 литераторов, в том числе поэты Ахмад Сарджу, Закария Али, Абдул Латиф Мохиддин, Зурина Хассан, Джаафа Х. С., Заихасра, Т. Алиас Таиб, Лим Сви Тин, писатели Анвар Ридван, Хатиджа Хашим, Фатима Бусу, драматург Азизи Хаджи Абдулла.
С 1977 по 1980 год премия не присуждалась.
С 1981 года премия была возрождена под новым названием «Литературная премия Малайзии» (Hadiah Sastera Malaysia) с периодичностью один раз в два года. С сезона 1990/1991 годов премия стала присуждаться только за произведения, опубликованные в виде книги. Это мотивировалось необходимостью повысить качественные критерии отбора произведений. Это привело к тому, что число принимаемых на конкурс работ резко упало.
С сезона 1996/1997 годов премия получила современное название, а с 2010 года снова стала ежегодной.

## Категории
Присуждается по трём категориям:
- Категория А (книги, сборники одного автора). Жанры: повесть, сборник рассказов, сборник стихов, сборник пьес, сборник критических эссе, сборник литературных исследований, биогафическое (автобиографическое) произведение.
- Категория Б (отдельные произведения, опубликованные в журналах, газетах, сборниках). Жанры: стихотворение, рассказ, пьеса, критическое эссе.
- Категория В (литература для детей и юношества). Жанры: повесть, сборник рассказов, сборник стихов, сборник пьес.[2].